# Бургброль
Бургброль (нем. Burgbrohl) — община в Германии, в земле Рейнланд-Пфальц. 
Входит в состав района Арвайлер. Подчиняется управлению Брольталь.  Население составляет 3196 человек (на 31 декабря 2010 года). Занимает площадь 10,62 км².